# Voetbalkampioenschap van Harz 1914/15
In 1914/15 werd het zevende voetbalkampioenschap van Harz gespeeld, dat georganiseerd werd door de Midden-Duitse voetbalbond. 
Doordat de Eerste Wereldoorlog inmiddels uitgebroken was werd de competitie niet voltooid dit seizoen. 

## 1. Klasse

### Groep A
| Plaats | Club                      | Wed. | W | G | V | Saldo | Ptn.  |
| ------ | ------------------------- | ---- | - | - | - | ----- | ----- |
| 1.     | FC Germania Halberstadt   | 4    | 3 | 1 | 0 | 12:04 | 07:01 |
| 2.     | FC Askania Aschersleben   | 2    | 1 | 0 | 1 | 07:03 | 02:02 |
| 3.     | FC Burgund Halberstadt    | 4    | 1 | 0 | 3 | 08:14 | 02:06 |
| 4.     | FC Britannia Aschersleben | 2    | 0 | 1 | 1 | 02:08 | 01:03 |

### Groep B
| Plaats | Club                         | Wed.           | W              | G              | V              | Saldo          | Ptn.           |
| ------ | ---------------------------- | -------------- | -------------- | -------------- | -------------- | -------------- | -------------- |
| 1.     | FC Askania Halberstadt       | 2              | 1              | 1              | 0              | 01:01          | 03:01          |
| 2.     | SC 1910 Halberstadt          | 1              | 0              | 1              | 0              | 01:01          | 01:01          |
| 3.     | FC Viktoria 1911 Thale       | 1              | 0              | 0              | 1              | 00             | 00:02          |
| 4.     | FC Viktoria 1910 Wernigerode | Teruggetrokken | Teruggetrokken | Teruggetrokken | Teruggetrokken | Teruggetrokken | Teruggetrokken |